# Думьят
Думья́т, Думъят (араб. دمياط‎; в исторических источниках также Дамьетта или Дамиетта) — портовый город в Египте на Средиземном море в дельте Нила (на реке Думьят), примерно в 200 км к северу от Каира. Административный центр мухафазы Думьят. Каналом соединен с Нилом, отстоит от Средиземного моря примерно на 15 км. Координаты — 31°25′ с. ш. 31°49′ в. д.. Население города — 203 187 жителей (2006; провинции — около 1 млн чел.). Ежегодный прирост населения составляет 2,09 %. К западу от Думьята продолжается строительство современного города Новый Думьят.

## Промышленность
Думьят славится на весь Египет производством восточных сладостей. Кроме того, развита мебельная промышленность, рыбоконсервная промышленность, молочная промышленность, производство тканей и текстиля. Перевалка грузовых контейнеров в порту Думьята.
Значительная часть населения занята в рыболовстве, в том числе и на иностранных, в основном греческих, рыболовецких судах.
В морском порту Думьята, расположенном в 5 км от центра города на берегу Средиземного моря, размещены завод по производству сжиженного природного газа (SEGAS LNG), контейнерный терминал, завод минеральных удобрений "Misr Fertilizers Production Company", терминалы для генеральных и насыпных грузов.

## История
В Древнем Египте город был известен как Тамиат, но потерял свою значимость в эллинистический период после строительства Александрии.
Думьят вновь приобретает значение в XII веке и XIII веке во времена крестоносцев. В 1169 году флот Иерусалимского королевства при поддержке Византии осадил порт, но был разгромлен Саладином.
Во время подготовки к 5-му крестовому походу в 1217 году, было решено, что Думьят будет в центре наступления. Контроль над Думьятом означал контроль над Нилом, крестоносцы надеялись, что оттуда они смогут захватить Египет. Из Египта они рассчитывали напасть на Палестину и вернуть Иерусалим. Порт был осажден и занят фризскими крестоносцами в 1219 году с помощью Франциска Ассизского, но к 1221 году крестоносцы были разбиты под Каиром и выдворены из страны.
Думьят был также целью седьмого крестового похода под предводительством Людовика IX. Его флот приплыл туда в 1249 году и быстро занял крепость, но не передал город номинальному королю Иерусалима, которому Думьят был обещан во время 5-го крестового похода. Тем не менее, Людовик был также разбит армией султанши Шаджар ад-Дурр, и его войска сдали город.
Из-за важности для крестоносцев мамлюкский султан Байбарс разрушил город и заново построил его с более мощными оборонительными сооружениями в нескольких километрах от реки.
В 1772 году корабли российского флота под командованием Панагиоти Алексиано, грека по происхождению, потопили египетскую флотилию на подходе к Думьяту.